# Ichneumon amphibolus
Ichneumon amphibolus är en stekelart som beskrevs av Joseph Kriechbaumer 1888. Ichneumon amphibolus ingår i släktet Ichneumon och familjen brokparasitsteklar. Arten är reproducerande i Sverige. Inga underarter finns listade i Catalogue of Life.